# Koniszki
Koniszki (deutsch Theerofen) ist eine Siedlung in der polnischen Woiwodschaft Ermland-Masuren, die zur Landgemeinde Kowale Oleckie (Kowahlen, 1938 bis 1945 Reimannswalde) im Powiat Olecki (Kreis Oletzko, 1933 bis 1945 Kreis Treuburg).

## Geographische Lage
Koniszki liegt im Nordosten der Woiwodschaft Ermland-Masuren, 16 Kilometer südwestlich der einstigen Kreisstadt Goldap (polnisch Gołdap) und 24 Kilometer nordwestlich der heutigen Kreismetropole Olecko (Marggrabowa, 1928 bis 1945 Treuburg).

## Geschichte
Bei der heutigen Siedlung Koniszki handelt es sich ursprünglich um ein 1931 erbautes Hilfsdienstförstergehöft einer zum Staatsforst Rothebude (polnisch Czerwony Dwór) gehörenden Försterei. Die Siedlung gehörte zum Gutsbezirk „Borker Heide, Anteil für Goldap, Forst“ und wurde am 19. Mai 1933 in die Landgemeinde Kallnischken (1938 bis 1945: Kunzmannsrode, polnisch Kalniszki) im Amtsbezirk Rothebude umgegliedert. Dieser war bis 1945 Teil des Kreis Goldap im Regierungsbezirk Gumbinnen der preußischen Provinz Ostpreußen.
In Kriegsfolge wurde Theerofen 1945 mit dem gesamten südlichen Ostpreußen Polen zugeordnet und heißt seitdem „Koniszki“. Heute ist die Siedlung in das Schulzenamt (polnisch Sołectwo) eingegliedert und gehört zum Verbund der Landgemeinde Kowale Oleckie im Powiat Olecki, vor 1998 der Woiwodschaft Suwałki, seither der Woiwodschaft Ermland-Masuren zugehörig.

## Religionen
Die evangelischen Kirchenglieder Theerofens waren vor 1945 in das Kirchspiel der Kirche zu Grabowen (1938 bis 1945: Arnswald, polnisch Grabowo) in der Kirchenprovinz Ostpreußen der Kirche der Altpreußischen Union, die katholischen in die Pfarrgemeinde in Goldap im Bistum Ermland eingepfarrt.
Seit 1945 gehört der katholische Bevölkerungsanteil Koniszkis zur neu errichteten Pfarre in Grabowo im Bistum Ełk (Lyck) der Katholischen Kirche in Polen, der evangelische zur Kirche in Gołdap, eine Filialkirche von Suwałki in der Diözese Masuren der Evangelisch-Augsburgischen Kirche in Polen.

## Verkehr
Koniszki liegt an einer Nebenstraße, die von Kalniszki (Kallnischken, 1938 bis 1945 Kunzmannsrode) in den Borkener Forst (auch: Borker Heide, polnisch Puszcza Borecka) bis nach Leśny Zakątek (Waldkater) führt. 